# Дејвид Макалум
Дејвид Кит Макалум Млађи (енгл. David Keith McCallum Jr.; Глазгов, 19. септембар 1933 — Њујорк, 25. септембар 2023) био је британски глумац и музичар.
Макалум је најпознатији по улогама др Доналда „Дакија” Маларда у серији Морнарички истражитељи и Илије Кирјакина у серији Човек из СМЗЗП-а.

## Дискографија
- Music: A Part Of Me (Capitol Records, 1966)[4]
- Music: A Bit More Of Me (Capitol Records, 1967)[4]
- Music: It's Happening Now! (Capitol Records, 1967)
- McCallum (Capitol Records, 1967)